# Glinne (przełęcz)
Glinne (także Przełęcz Korbielowska, Przełęcz Glinna, Na Glinie; słow. Hliny; 809 m) – przełęcz oddzielająca Grupę Pilska na zachodzie od Pasma Babiogórskiego na wschodzie. Grzbietem przełęczy biegnie granica polsko-słowacka oraz Wielki Europejski Dział Wodny. Znajduje się w Beskidzie Żywiecko-Orawskim (w regionalizacji według Jerzego Kondrackiego w Beskidzie Żywieckim).
Zachodnie (polskie) stoki przełęczy są dość strome, głęboką dolinką spływają z nich źródłowe cieki potoku Glinna. Wschodnie (słowackie) stoki przełęczy są znacznie łagodniejsze, lecz dość podmokłe, spływa z nich potok Ľudmovka, jeden z dopływów cieku Dlhá voda (dopływu Półgórzanki).
Ze względu na stosunkowo trudny dostęp do siodła przełęczy, nie była ona do połowy XIX wieku używana jako przejście przez główny grzbiet Karpat. Komunikację zapewniała położona nieco dalej na wschód Przełęcz Półgórska. Bity trakt, łączący Korbielów z Orawską Półgórą zbudowano ok. 1865. Po II wojnie światowej gościniec zamknięto dla ruchu, a na przełęczy stanął szlaban i posterunek WOP. Od początku lat 70. XX wieku do ogłoszenia stanu wojennego w 1981 funkcjonowało przejście graniczne dla małego ruchu granicznego. Od 1995 na przełęczy ponownie działało międzynarodowe drogowe przejście graniczne Korbielów – Oravská Polhora, kantory oraz przystanek autobusowy Korbielów-Granica (kursy z Żywca). Przejście zlikwidowano w 2007 po wejściu Polski i Słowacji do strefy Schengen. Od strony polskiej prowadzi droga wojewódzka nr 945, od strony słowackiej – droga 78.
Obecnie zachodnie (polskie) stoki przełęczy znajdują się w granicach Żywieckiego Parku Krajobrazowego, zaś stoki wschodnie (słowackie) w granicach Obszaru Chronionego Krajobrazu Górna Orawa.
Grzbietem przez przełęcz przebiega polski, znakowany kolorem czerwonym szlak turystyczny (Główny Szlak Beskidzki), wiodący wzdłuż granicy państwowej ze schroniska na Markowych Szczawinach pod Babią Górą do schroniska na Hali Miziowej pod Pilskiem, a także rozpoczyna bieg szlak czarny do Korbielowa. Po słowackiej stronie niebieski szlak prowadzi wzdłuż granicy w jedną stronę na szczyt Pilska, w drugą – na Babią Górę.
Polskie stoki przełęczy administracyjnie należą do Korbielowa w województwie śląskim, w powiecie żywieckim, w gminie Jeleśnia, słowackie – do Orawskiej Półgóry. Od 1924 do ok. 1936 poniżej przełęczy funkcjonowało schronisko Polskiego Towarzystwa Tatrzańskiego pod Pilskiem.